# Nagyvejke, Tolna
Nagyvejke  este un sat în districtul Bonyhád, județul Tolna, Ungaria, având o populație de 165 de locuitori (2011). 

## Demografie
Componența etnică a satului Nagyvejke
     Maghiari (87,12%)
     Germani (11,04%)
     Necunoscut (1,84%)
     Alții (1,84%)
Componența confesională a satului Nagyvejke
     Romano-catolici (67,88%)
     Fără religie (3,03%)
     Reformați (1,82%)
     Necunoscută (27,27%)
Conform recensământului din 2011, satul Nagyvejke avea 165 de locuitori. Din punct de vedere etnic, majoritatea locuitorilor (87,12%) erau maghiari, cu o minoritate de germani (11,04%). Apartenența etnică nu este cunoscută în cazul a 1,84% din locuitori.  Din punct de vedere confesional, majoritatea locuitorilor (67,88%) erau romano-catolici, existând și minorități de persoane fără religie (3,03%) și reformați (1,82%). Pentru 27,27% din locuitori nu este cunoscută apartenența confesională.